# Gmina Rojewo
Die Gmina Rojewo ist eine Landgemeinde im Powiat Inowrocławski der Woiwodschaft Kujawien-Pommern in Polen. Ihr Sitz ist das gleichnamige Dorf mit etwa 600 Einwohnern.

## Gliederung
Zur Landgemeinde Rojewo gehören 17 Dörfer mit einem Schulzenamt:
| - Dąbie - Dobiesławice - Glinno Wielkie - Jaszczółtowo (dt.: Askoldhausen) - Jurańcice - Liszkowice (dt.: Bergbruch) | - Liszkowo (dt.: Reineckenhof) - Mierogonowice - Osiek Wielki (dt.: Stockrode) - Płonkowo - Płonkówko (dt.: Gotenweg) - Rojewice (dt.: Grünkirch) | - Rojewo (dt.: Rooneck) - Ściborze - Topola (dt.: Pappelhof) - Wybranowo - Żelechlin (dt.: Klingenhof) |

Weitere Ortschaften der Gemeinde sind:
| - Bród Kamienny - Budziaki - Dąbrowa Mała (dt.: Mittenwalde) - Glinki | - Jarki - Jezuicka Struga (dt.: Hoensbruch) - Leśnianki - Łukaszewo | - Magdaleniec (dt.: Erika) - Osieczek - Stara Wieś (dt.: Altendorf) - Zawiszyn (dt.: Grünweiler) |